# Фонтан Онофріо
Фонтан Онофріо — один зі стародавніх фонтанів міста Дубровник на узбережжі Адріатики.
Фонтан виник як кінцева частина мережі водопостачання, створеної в місті в добу кватроченто. Дубровник мав тісні культурні зв'язки з італійськими князівствами, що переживали якраз культурний розквіт. У 1430-ті рр. в місто був запрошений архітектор Онофріо делла Кава з Неаполя, який і створив декілька фонтанів, один з них і названий на його честь. Дубровник розташований в місцині, де була традиція зберігання дощової води. Але були віднайдені джерела за 12 вм від міста, що й надало можливість архітектору створити унікальний для міста водогін з фонтанами, збережений донині.
Фонтан виконаний у вигляді центричної, гранчастої споруди з оздобами. Більшість з них зникла після землетрусу 1667 р. Фонтан набув вигляду, який зберіг після відновлення у 17 ст. Вода виливається через отвори, яких 16, а сопла прикрашені кам'яними маскаронами. Споруда розташована поблизу монастиря і церкви Спаса.

## Галерея

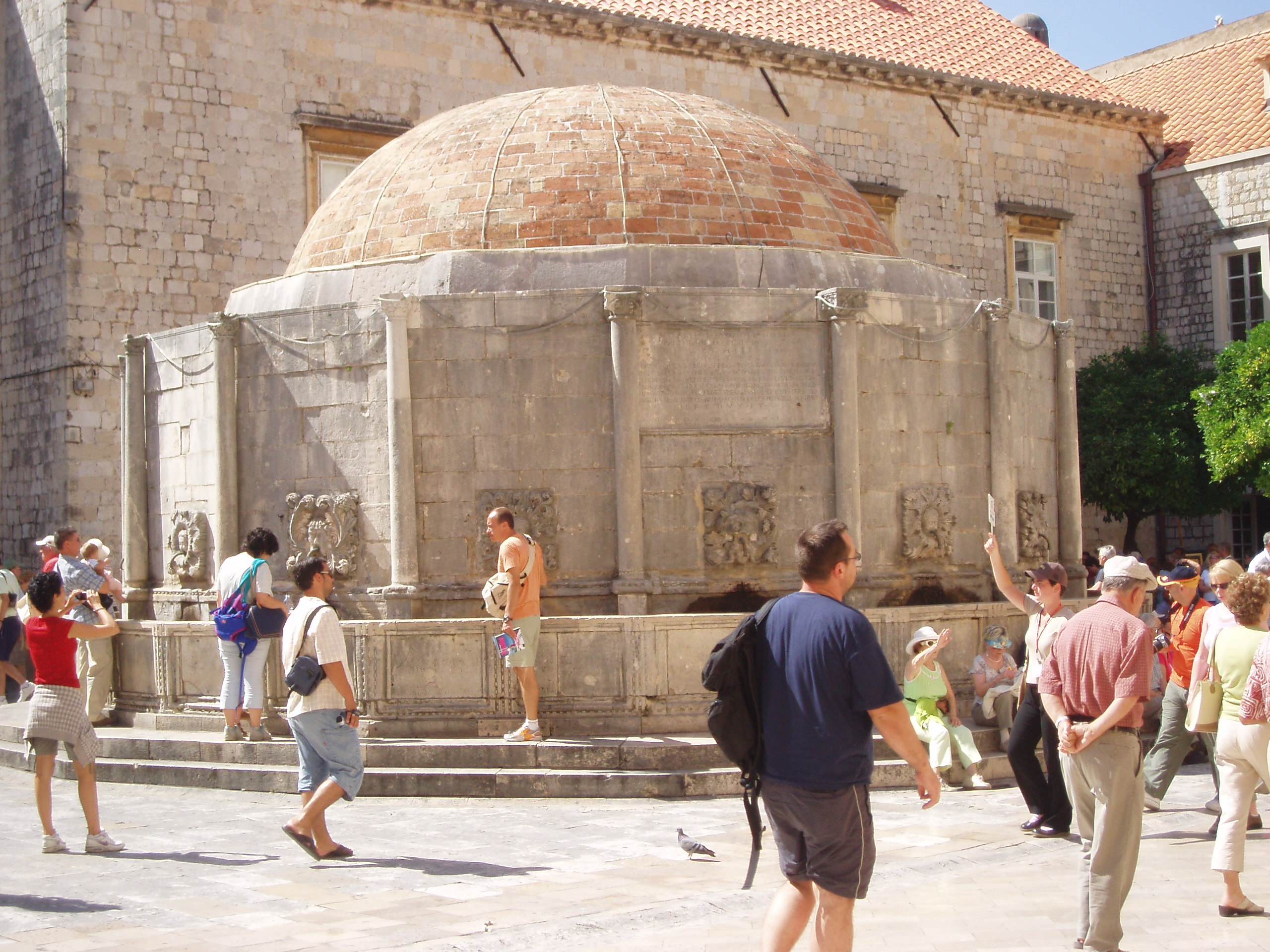
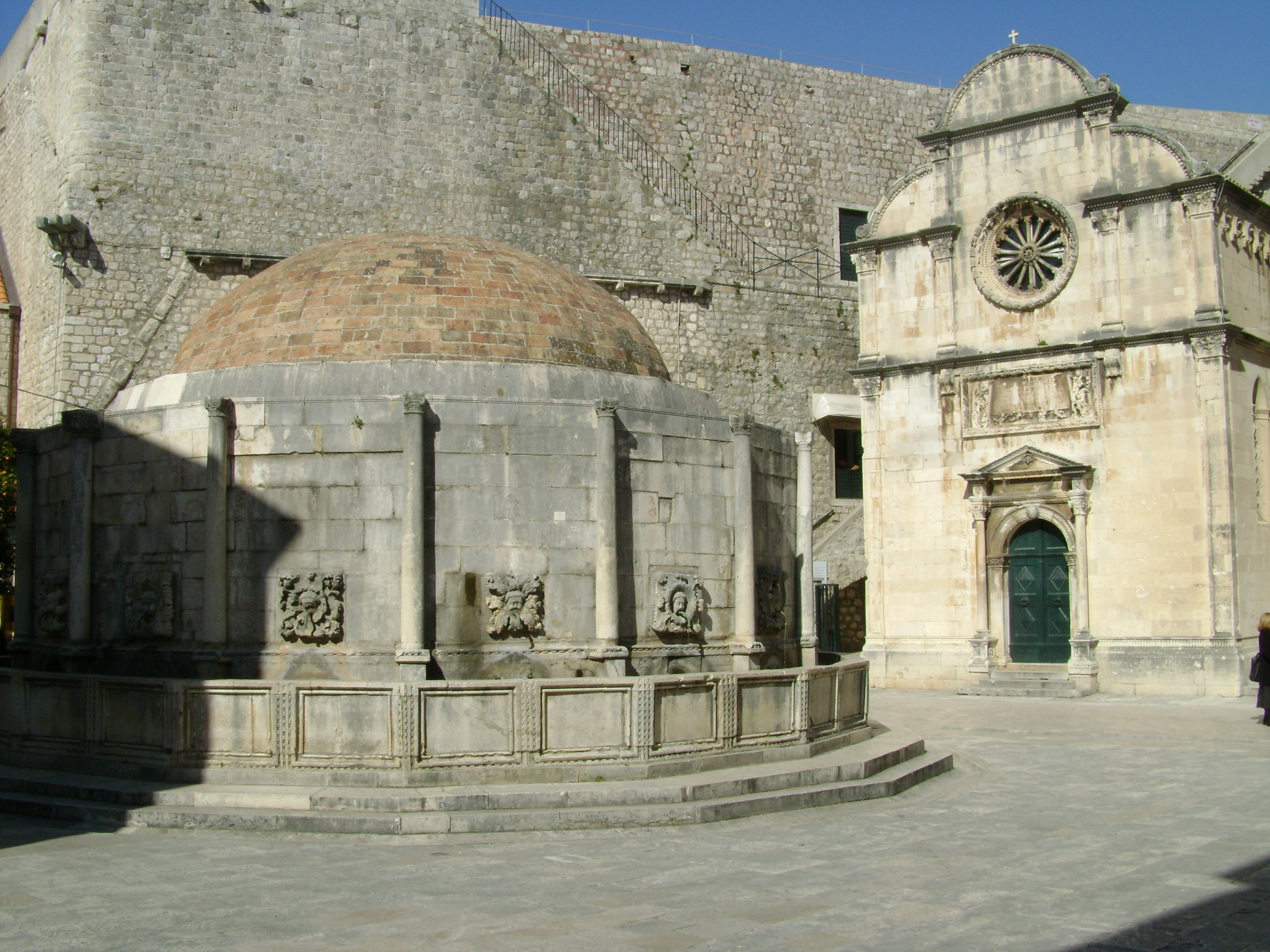
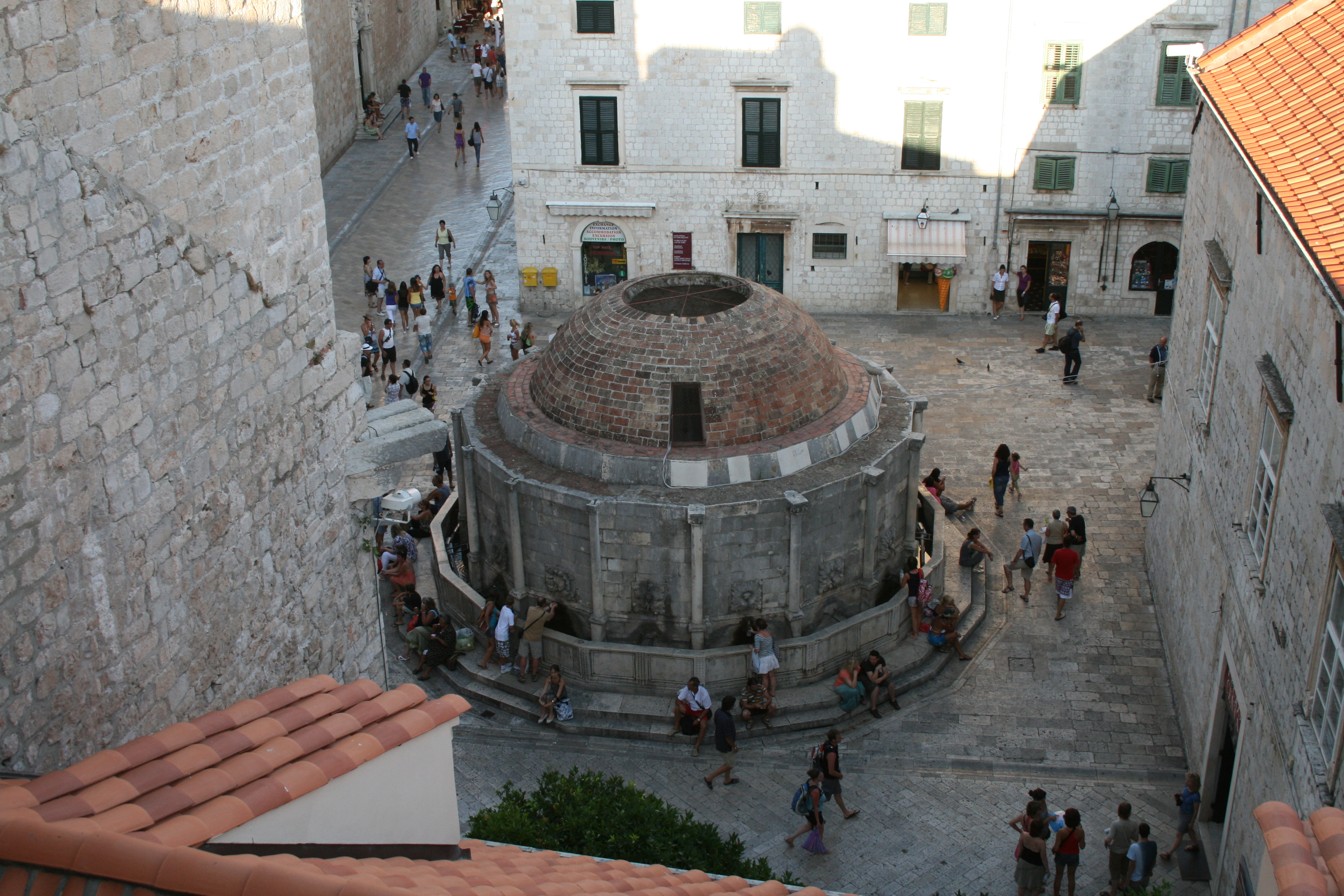
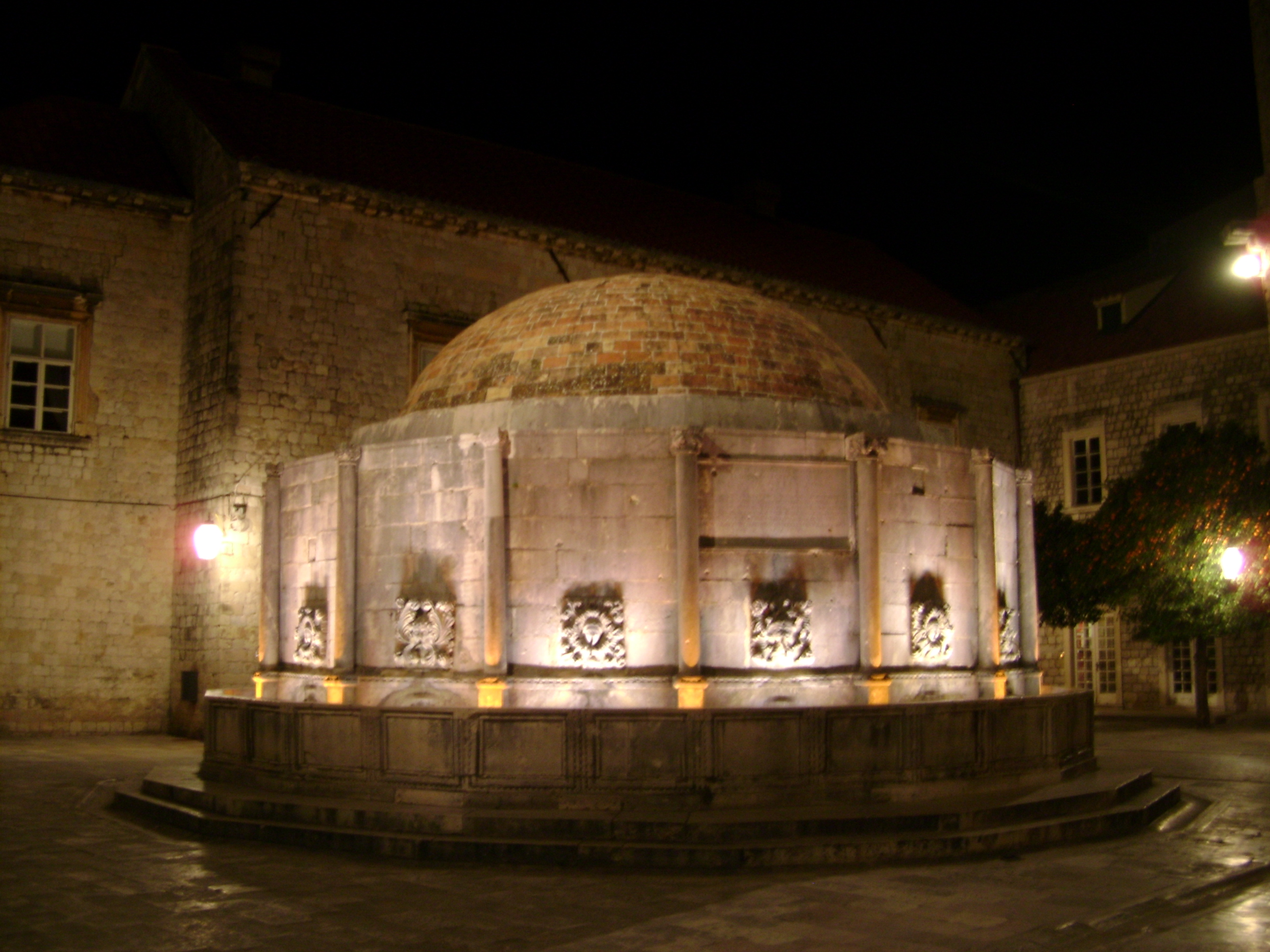